# 野村卓矢
野村 卓矢（のむら たくや、1993年10月26日 - ）は、日本の男性プロレスラー。栃木県宇都宮市出身。血液型O型。身長176cm、体重85kg。

## 経歴
2015年、大日本プロレスに入門。
2016年4月5日、横浜にぎわい座大会の対神谷英慶戦でデビュー。5月、KAIENTAI DOJO主催K-METAL LEAGUE 2016に出場するも、リーグ戦4試合全戦全敗。6月29日、後楽園ホール大会にて鈴木秀樹とシングルマッチを行い敗れるも、これ以降鈴木と組む機会が増える事になる。10月27日、AJ PHOENIX vol.5にて菊田一美とのタッグで全日本プロレス所属の野村直矢&青柳優馬組と対戦し、野村直に腕ひしぎ逆十字固めを決めて勝利。デビュー6か月で先輩レスラーからの初勝利を掴んだ。11月27日、全日本プロレス両国大会に参戦。野村直とシングルで対決し自力でのシングル初勝利。12月29日、ハードヒットに初出場。U-FILEの小林裕と対戦。12月31日、「インディーのお仕事」主催の日本インディー大賞でニューカマー賞を受賞。
2017年3月25日、ハードヒットのメインイベントに抜擢され、ロッキー川村と引き分け。パンクラス王者の打撃にひるまず渡り合った。4月22日よりプロレスリング・ノアにて開催されたグローバル・タッグ・リーグ戦にノア所属の清宮海斗とタッグを組み出場。2勝4敗（内1敗は不戦勝）の結果を残した。7月16日、ハードヒット・新木場大会で元ムエタイ日本ランカーの唐澤志陽と対戦し腕ひしぎ十字固めで勝利。8月22日の上野恩賜公園大会において、橋本和樹、忍とのタッグで、吉野達彦、関札皓太、青木優也と対決。野村が吉野にアスリート・ジャーマン・スープレックス・ホールドでフォールされて敗戦。
2018年6月20日、大日本プロレス後楽園ホール大会において、鈴木秀樹の保持するBJW認定世界ストロングヘビー級王座に初挑戦するが、鈴木の左ハイキック→顔面蹴りでKO負け。惜しくもベルト獲得ならず。
2020年8月10日、阿部史典とのタッグチーム「アストロノーツ」で関本大介&佐藤耕平組が保持するBJW認定タッグ王座に挑戦し勝利。第50代王者に輝いた。8月30日、閉館のためこの日が最後のプロレス興行となった横浜文化体育館大会において、鈴木みのると一騎討ち。果敢に打撃技や関節技を仕掛けていったが、最後は鈴木のゴッチ式パイルドライバーに敗れた。
2021年2月23日、アストロノーツとして2度目のタッグ王座獲得（第52代王者）。9月20日、シャトレーゼ・ガトーキングダム・サッポロにおいて、BJW認定世界ストロングヘビー級王座に挑戦、中之上靖文を下し第19代王者に輝いた。
2024年12月24日、大日本プロレスを退団。
2025年1月1日、格闘探偵団に入団。

## タイトル歴
大日本プロレス
- BJW認定世界ストロングヘビー級王座（第19代）
- BJW認定タッグ王座（第50代、52、58代）（パートナーは阿部史典）
- 横浜ショッピングストリート6人タッグ王座（第9代）（パートナーは鈴木秀樹、宇藤純久）

全日本プロレス
- 世界タッグ王座（第93代）（パートナーは宮原健斗）
- 世界最強タッグ決定リーグ戦優勝（2022年）（パートナーは宮原健斗）
- 新春バトルロイヤル優勝（2023年）

キャプチャー・インターナショナル
- キャプチャー・インターナショナル王座（第15代）

プロレスリングBASARA
- IRON FIST TAG王座（第4代）（パートナーは阿部史典）

DDTプロレスリング
- KO-Dタッグ王座 (第86代)　(パートナーは阿部史典)

日本インディー大賞
- ニューカマー賞（2016年）
- ベストユニット賞（2020年）

## 得意技
タイガースープレックス
バズソーキック
仰向けになった相手の上半身を起こして相手の左側頭部を振り抜いた右足の甲で蹴り飛ばす。
各種キック